# Christina Perri
Christina Judith Perri (Bensalem, 19 agosto 1986) è una cantautrice statunitense.
Il suo singolo di debutto, Jar of Hearts, si è collocato entro le venti posizioni delle hit parade di Stati Uniti, Regno Unito e molti altri Paesi del globo. Esso precede l'album di debutto della cantante, lovestrong., che ha raggiunto la quarta posizione della classifica statunitense, vendendo quasi 60 000 copie in una settimana e riscuotendo buoni esiti di mercato anche in Canada e Australia.

## Carriera
Christina è cresciuta a Bensalem, un sobborgo di Filadelfia, in Pennsylvania, con il fratello maggiore, Nick Perri, ex chitarrista degli Shinedown e dei Silvertide che ha lavorato con artisti come Perry Farrell e Matt Sorum. Ha frequentato la Nazareth Academy High School e s'è diplomata alla Archbishop Ryan High School nel 2004. Ha imparato da sola a suonare la chitarra a sedici anni guardando una videocassetta di Shannon Hoon, membro del gruppo Blind Melon, che si esibiva live su VH1.
Christina si è trasferita a Los Angeles a 21 anni. Poco dopo si è sposata e ha iniziato a produrre video musicali. Ha divorziato e 18 mesi dopo ed è tornata a Filadelfia alla fine del 2009. È poi tornata a Los Angeles, dove ha lavorato come cameriera e registrato le sue prime canzoni.
Il suo singolo di debutto, Jar of Hearts, è stato usato nello show So You Think You Can Dance nella puntata del 30 giugno 2010 durante la performance di Billy Bell e Kathryn McCormick. La settimana successiva al programma Jar of Hearts ha venduto 48 000 copie, debuttando alla posizione numero 63 della Billboard Hot 100 e alla numero 28 della classifica digitale. Ha venduto circa 100.000 in un mese. Poco dopo, Christina ha fatto il suo debutto sulla televisione nazionale, esibendo una performance del suo singolo al The Early Show il 10 luglio e a So You Think You Can Dance il 15 luglio. La cantante ha firmato un contratto con la Atlantic Records il 21 luglio 2010. Ha inoltre cantato live al Tonight Show with Jay Leno il 29 luglio 2010 e alla serie televisiva Conan il 7 dicembre.
Il suo EP di debutto, intitolato The Ocean Way Sessions, è stato pubblicato il 9 novembre 2010 e contiene cinque canzoni, tra cui Jar of Hearts. L'EP è entrato alla posizione numero 144 della classifica statunitense. A marzo 2011 è uscito Arms, il nuovo singolo, che ha preceduto l'uscita dell'album di debutto della Perri, Lovestrong., uscito il 10 maggio 2011. È entrato alla quarta posizione della classifica statunitense vendendo 58 000 copie nella sua prima settimana, oltre che alla nona in Canada e alla quinta in Australia. Lo stesso giorno è uscita The Karaoke Collection, contenente le versioni strumentali di alcuni brani della cantante. A ottobre 2011 è uscito il singolo A Thousand Years, registrato dalla Perri per la colonna sonora di The Twilight Saga: Breaking Dawn - Parte 1, mentre l'anno successivo viene pubblicato l'omonimo brano sequel, registrato per The Twilight Saga: Breaking Dawn - Parte 2.
L'11 novembre 2013 Christina ha annunciato Human, singolo apri-pista estratto dal secondo album in studio e piazzato sul mercato dalla settimana successiva.
Il 14 dicembre 2018, Christina ha annunciato il suo primo album di ninne nanne dedicate a sua figlia Carmella dal titolo Songs for Carmella: Lullabies & Sing-a-Longs. L'album è stato pubblicato il giorno del primo compleanno di Carmella, il 17 gennaio 2019. Nel 2021 ha pubblicato il suo quarto album Songs for Rosie. Nel marzo 2022 è uscito il singolo Evergone.

## Vita privata
A dicembre 2017 si sposa con il compagno Paul Costabile e a gennaio 2018 dà alla luce una figlia.

## Discografia

### Album
- 2011 – Lovestrong
- 2014 – Head or Heart
- 2019 – Songs for Carmella: Lullabies & Sing-a-Longs
- 2022 –  Songs for Rosie
- 2022 – A Lighter Shade of Blue

### EP
- 2010 – The Ocean Way Sessions
- 2012 – A Very Merry Perri Christmas

### Singoli
- 2010 – Jar of Hearts
- 2011 – Arms
- 2011 – A Thousand Years
- 2012 – Distance (con Jason Mraz)
- 2013 – Human
- 2014 – Burning Gold
- 2015 – The Words
- 2019 – Tiny Victories
- 2022 – Evergone
- 2022 – Mothers